# Vendetta (együttes)
A Vendetta egy német thrash metal együttes. 1984-ben alakultak a németországi Schweinfurtban. Zenéjüket a letisztult speed/thrash stílus jellemzi, rengeteg tempóváltással, változatos ritmusképekkel. A kortárs német együttesek közül (Sodom, Tankard, Blind Guardian, Paradox, Deathrow, stb.) legkevésbé "németes" formáció.
Két demo (1985 - "System of Death" és 1987 - "Suicidal Lunacy") után, 1987-ben megjelenik első nagylemezük "Go and Live... Stay and Die" címmel. A lemez szövegei olyan társadalom-politikai kérdéseket boncolgatnak, mint korrupció, háború, drogok, bevándorlás, stb.   
Egy évvel később, 1988-ban jelenik meg második lemezeük "Brain Damage" címmel. A zene az előző album óta még változatosabb, komplexebb lett, olyan "power balladával" megkoronázva, mint a "Precious Existence" című dal.
A zenekar rengetegett turnézott ebben az időszakban. Bár folyamatosan kerestek egy énekes/frontembert, erőfeszítéseik nem jártak sikerrel és kiadójuk a Noise erre hivatkozva szerződést bontott velük. Ekkor a zenekar rögtön fel is oszlott.
1998-ban egy megváltozott felállásban (csak Klaus Ullrich "Heiner" - basszus az eredeti együttesből) újjá alakultak. 2003-ban Daxx-szal kiegészülve egy 4 számos demót rögzítettek "Dead People are Cool" címmel. 2007-ben kiadták "Hate" című lemezüket.

## Diszkográfia

### Demó felvételek
- System of Death (1985)
- Suicidal Lunacy (1987)
- Dead People are Cool (2003)

### Stúdió albumok
- Go and Live... Stay and Die (1987)
- Brain Damage (1988)
- Hate (2007)

## Külső hivatkozások
- A Vendetta hivatalos honlapja
- Vendetta a Myspace-n
- fanpage
- a Vendetta a BNR METAL-on